# Arc de triomphe
Pour les articles homonymes, voir Arc de triomphe (homonymie).
Ne doit pas être confondu avec Arc triomphal.

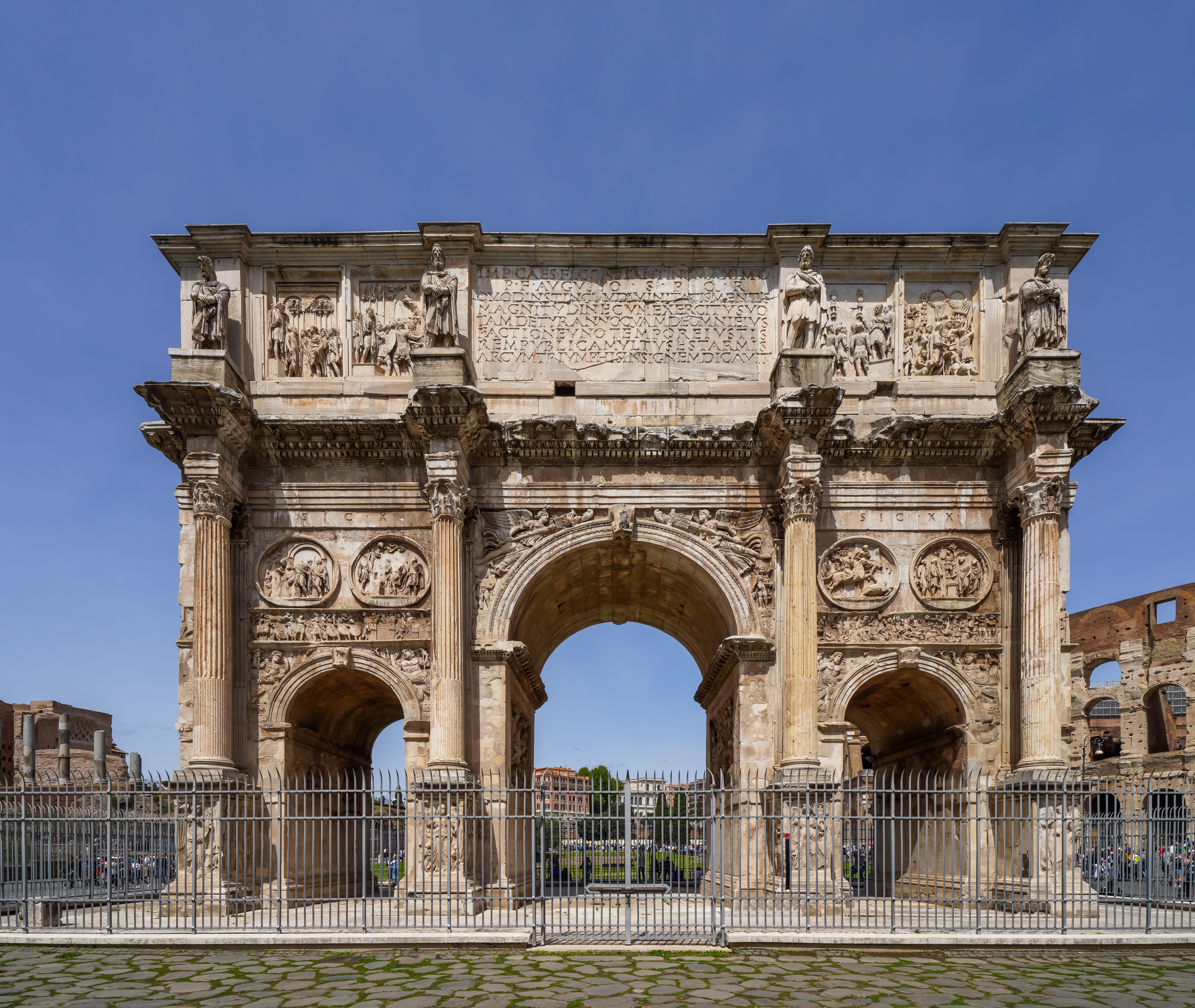
L'arc de Constantin à Rome, IV.

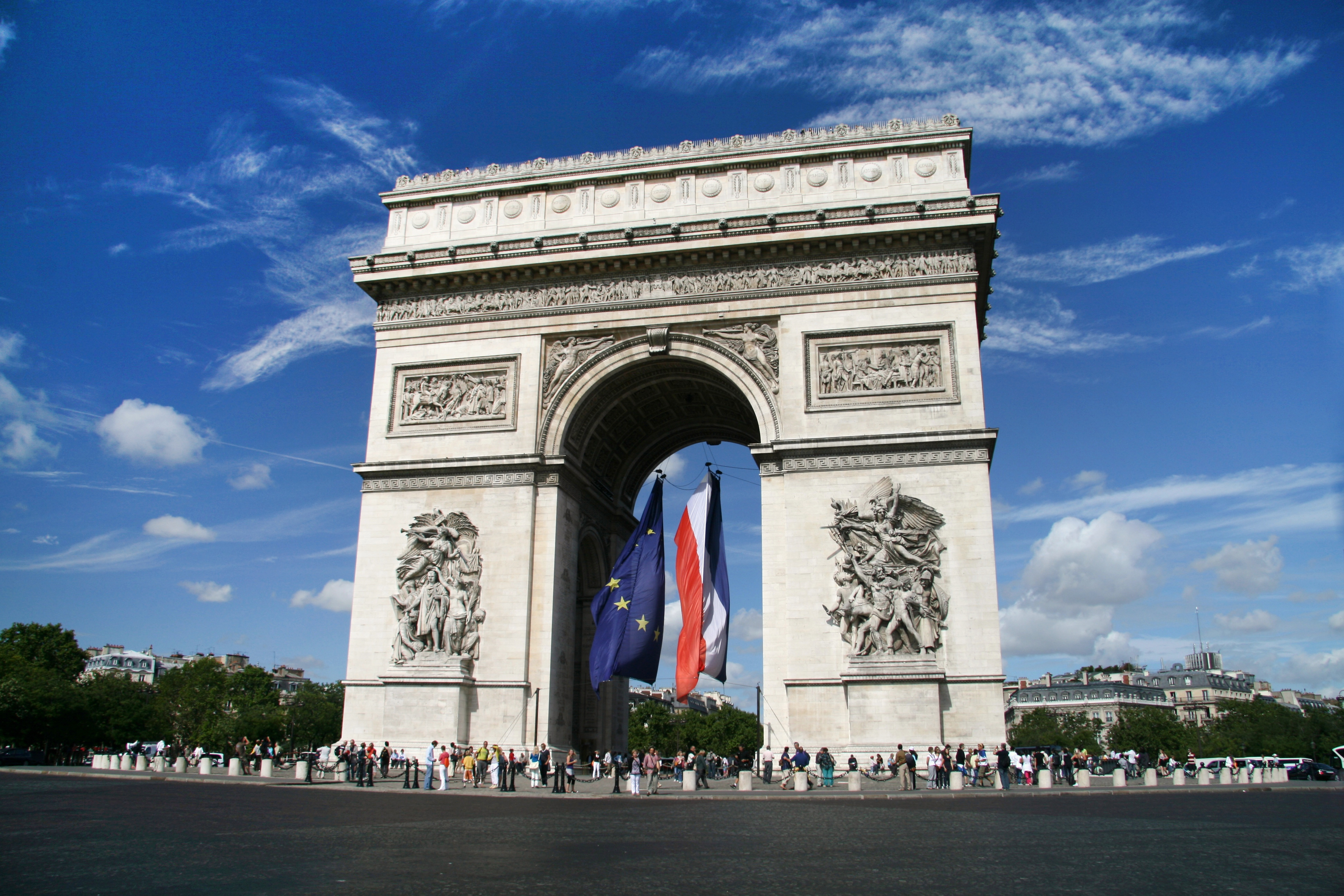
L'arc de triomphe de l'Étoile à Paris, XIX.

Un arc de triomphe, et plus généralement un arc monumental, est une structure libre monumentale enjambant une voie et utilisant la forme architecturale de l'arc avec un ou plusieurs passages voûtés. Ce type d'ouvrage est un des éléments les plus caractéristiques de l'architecture romaine, utilisé pour commémorer les généraux victorieux ou les évènements importants comme le décès d'un membre de la famille impériale ou royale, l'accession au trône d'un nouvel empereur ou encore les fondations de nouvelles colonies, la construction d'une route ou d'un pont.

## Histoire
Les vestiges des arcs romains, dont certains sont bien conservés, ont inspiré les architectes et dirigeants depuis le Moyen Âge jusqu'à nos jours. Des arcs de triomphe copiant le style antique sont construits dans des villes du monde entier comme l'arc de triomphe de l'Étoile à Paris, l'arc de triomphe de Narva à Saint-Pétersbourg ou encore la porte de l'Inde à New Delhi.
À l'origine, les arcs de triomphe sont des structures temporaires en bois. Ils sont ensuite réalisés en pierre mais  la Renaissance voit à nouveau l'usage de matériaux fragiles (bois, toile peinte, plâtre imitant les veines du marbre ou de matériau précieux) pour des monuments qui n'accusent pas forcément un caractère provisoire et qui sont destinés à l'entrée triomphale des hauts personnages dans les villes, l'arc servant à décorer les portes d'entrée des villes, de scène pour les représentations des mystères ou de plateau pour un orchestre placé à son sommet.

## Arc de triomphe et arc monumental
Au sens strict, un arc de triomphe est érigé afin de célébrer la cérémonie du triomphe romain qui se déroule à Rome. Cette célébration permet la purification de l'armée après la guerre. Ainsi, les véritables « arcs de triomphe » se trouvent uniquement à Rome et ont été érigés sous l'Empire romain. Les autres arcs, appelés également « arcs de triomphe » dans le langage courant, sont en fait des arcs monumentaux, au caractère commémoratif ou honorifique, puisqu'ils ne servent pas à la cérémonie du triomphe mais à commémorer un événement ou sont construits en l'honneur d'un personnage.

## Architecture
Sous sa forme la plus simple, un arc en plein cintre se compose de deux piliers massifs de maçonnerie supportés par des piédestaux, reliés par une arche et surmontés d'un entablement et d'un attique portant l'inscription dédicatoire. Les colonnes, qui dans la plupart des autres édifices ont un rôle de soutien, ont ici un rôle uniquement décoratif, placées sur les faces externes du monument.
L'arc triomphal peut se composer également de trois ou quatre ouvertures en arc.

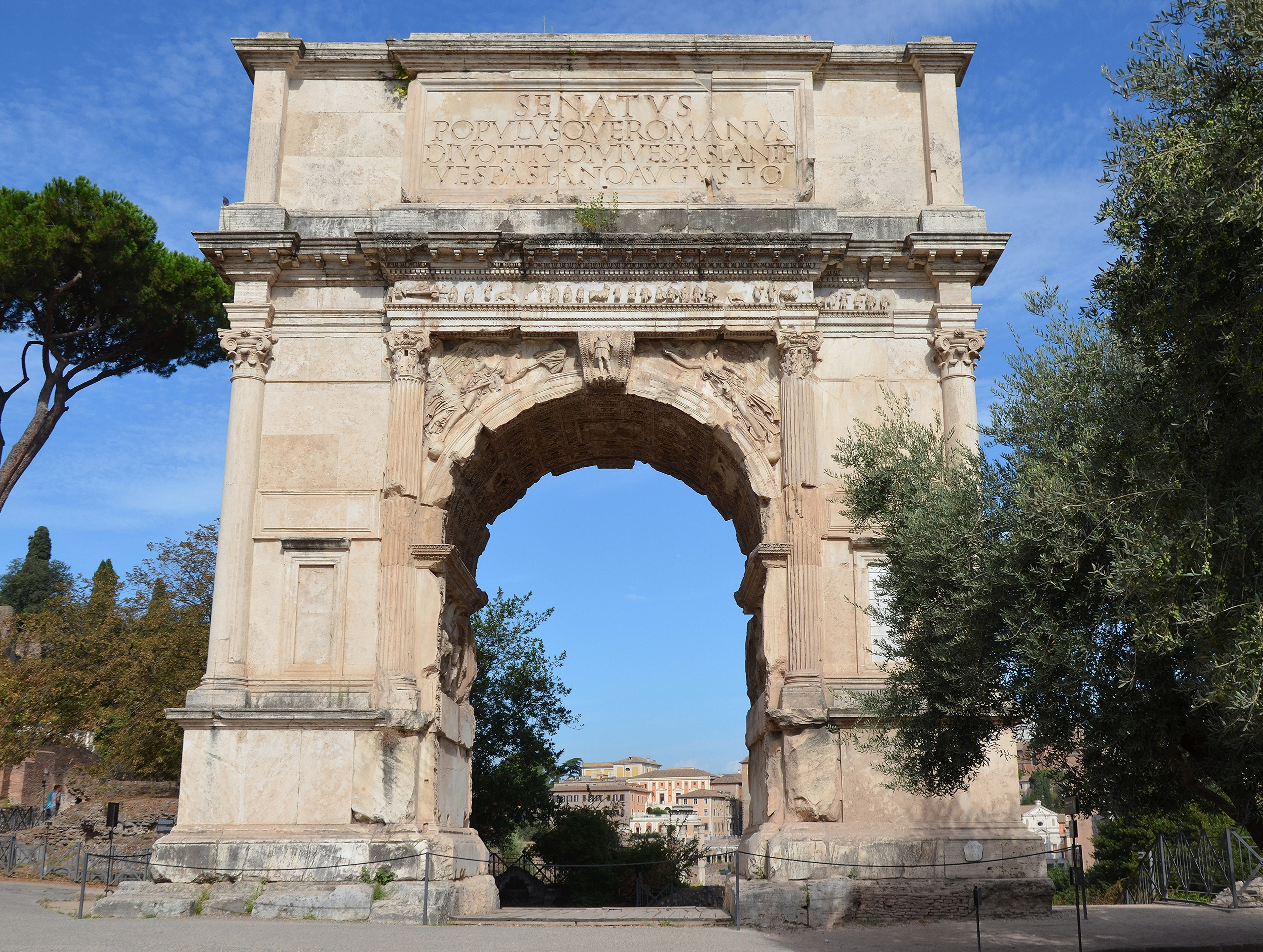
Arc de Titus : arc simple à une baie.
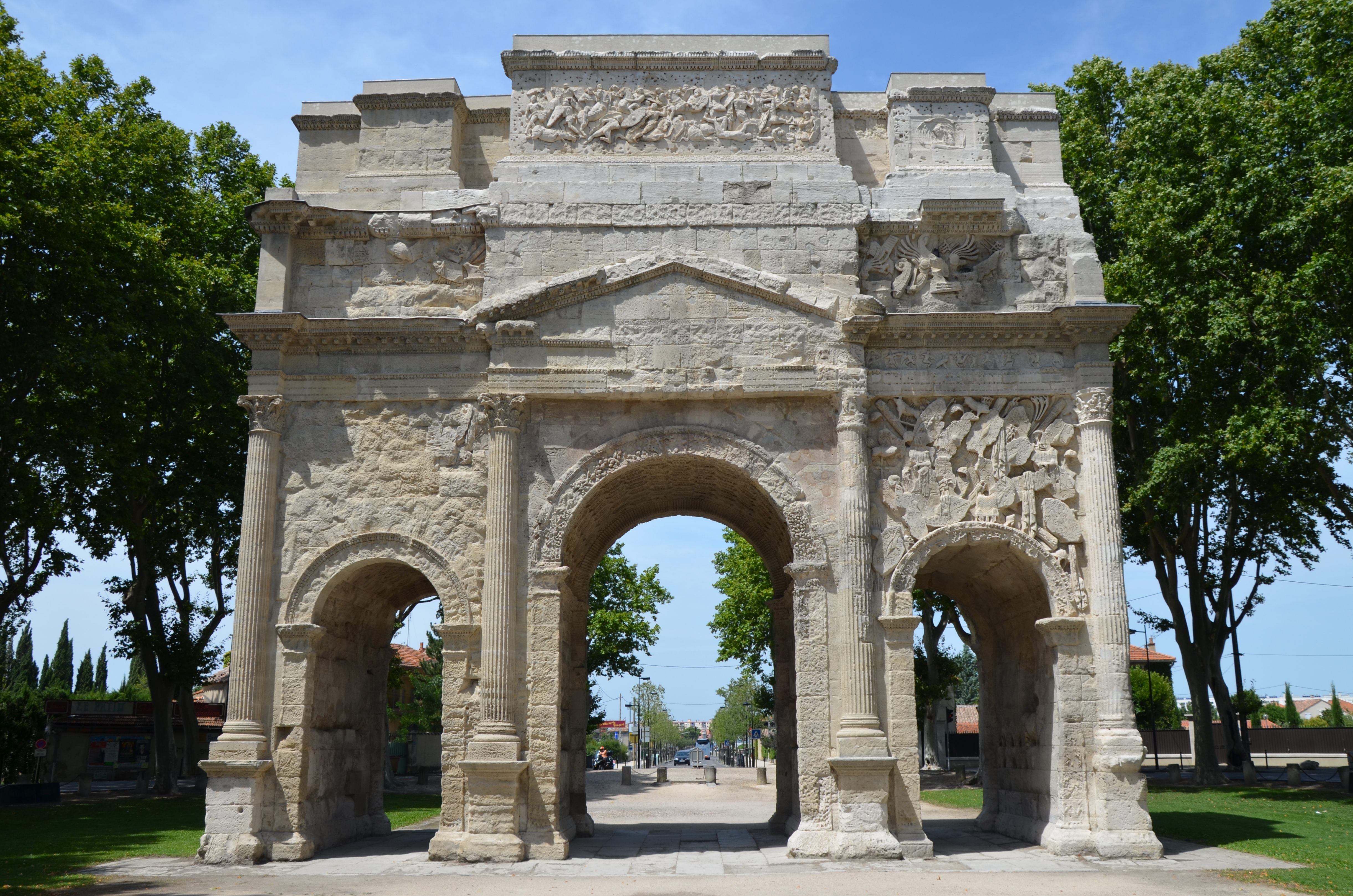
Arc d'Orange : arc à trois baies, l'arche centrale étant considérée comme réservée au triomphateur.
Arc de Septime Sévère à Leptis Magna : arc quadrifrons ou tétrapyle.

## Arcs de triomphe romains

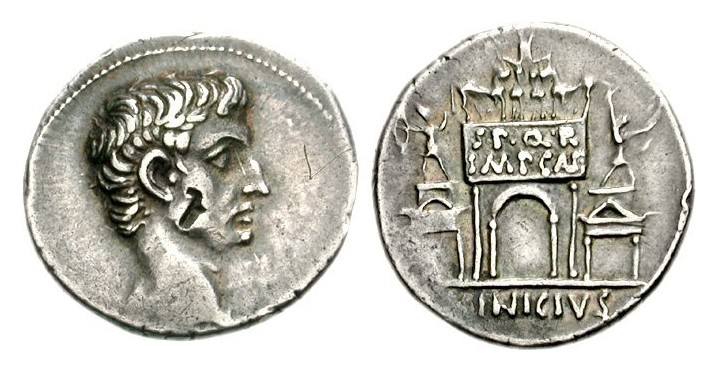
Arc d'Auguste sur le Forum Romain qui commémore la restitution des enseignes romaines perdues lors de la bataille de Carrhes en 53 av. J.-C. : dans les passages latéraux sont affichées les fastes triomphales qui regroupent les noms des triomphateurs romains.

### Arche dans l'architecture romaine
Les Romains doivent la technique de construction de l'arche aux Étrusques, peuple hellénisé d'Italie centrale. Ces derniers utilisent cette forme architecturale pour ériger des portes à une baie au décor élaboré pour marquer l'entrée d'une ville. Cette pratique se rencontre déjà depuis des siècles chez les Hittites, les Assyriens, les Babyloniens ou les Mycéniens. Mais l'arche demeure peu utilisée en dehors de constructions monumentales. Les Romains vont s'approprier cette technique et l'employer dans de nombreux types d'édifices comme les aqueducs, les amphithéâtres, les ponts et les temples.

### Fornices
Le fornix est le premier type d'arc ou de porte honorifique érigé à Rome. Destiné à supporter des statues décoratives, il se transforme peu à peu en arc de triomphe. Les premiers fornices monumentaux apparaissent à Rome au début du IIe siècle av. J.-C. mais ils ne peuvent pas être encore véritablement qualifiés d'arcs de triomphe, ce terme arcus n'apparaissant qu'à l'époque de Pline l'Ancien, au cours du Ier siècle, ce dernier considérant d'ailleurs cette pratique comme une « nouvelle invention » (novicio invento). Les fornices ou arcs honorifiques sont construits par les généraux victorieux ayant obtenu l'honneur de célébrer un triomphe (triumphatores) comme Lucius Stertinius en 196 av. J.-C., proconsul d'Hispanie ultérieure, Scipion l'Africain en 190 av. J.-C. et Quintus Fabius Maximus Allobrogicus en 121 av. J.-C.

### Arc de triomphe impérial
Il faut attendre l'avènement de l'Empire pour voir la construction de ce type de structure se généraliser dans toutes les provinces. La célébration du triomphe a évolué depuis qu'Auguste a réservé le droit de décerner un triomphe au seul empereur. Le terme fornix disparaît au profit du terme arcus. Alors que les fornices républicains étaient construits à l’initiative et aux frais des triumphatores, les arcs impériaux sont érigés pour celui qui célèbre un triomphe et sur décret du Sénat. L'arc monumental n'est plus un monument personnel mais devient un vecteur de la propagande impériale présent dans tout l'Empire, symbole de la conquête et de la puissance romaine.

## Arcs de triomphe post-romains

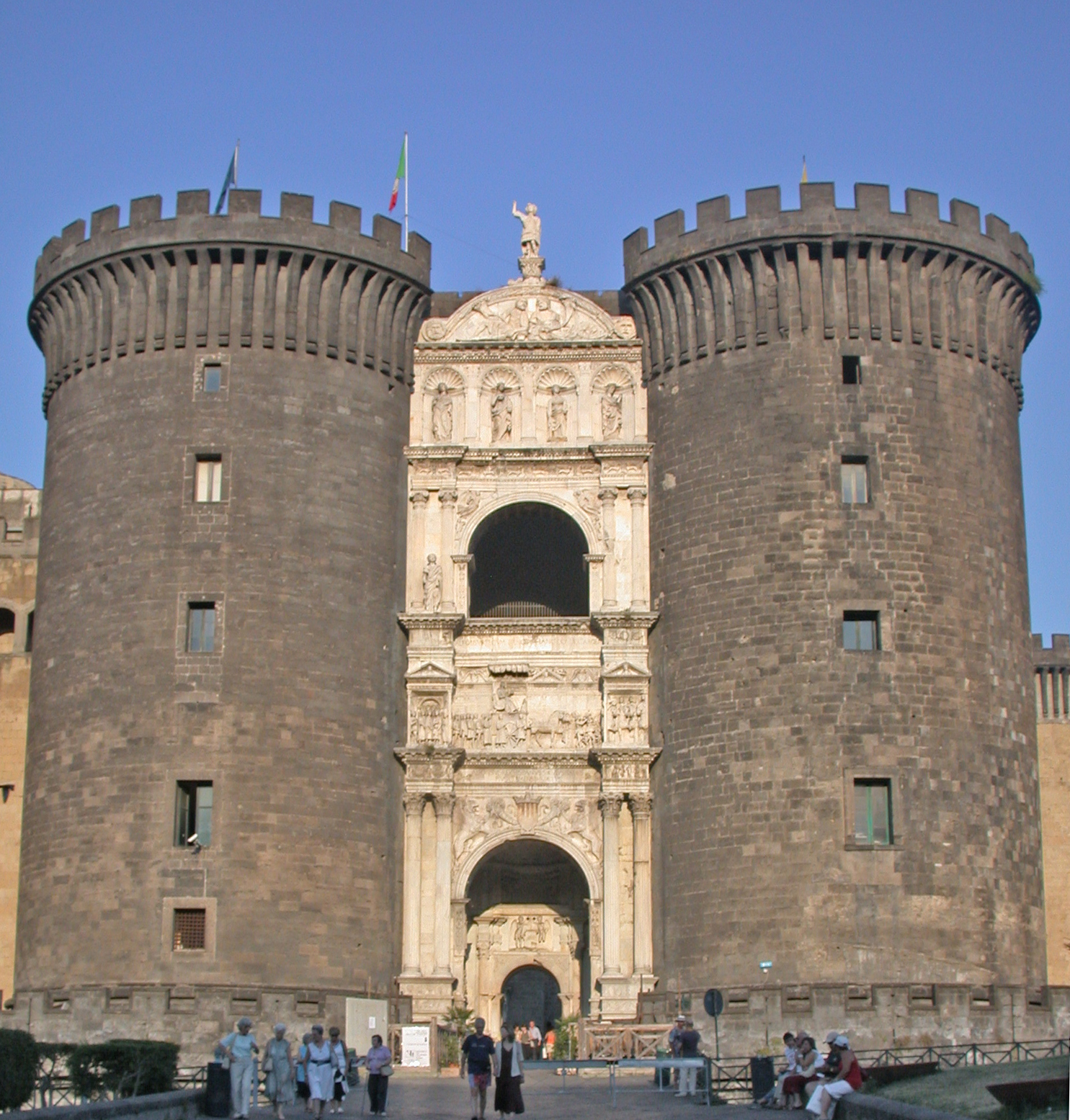
Arche triomphale d'Alphonse d'Aragon de Castel Nuovo.

L'arc monumental romain demeure une source d'inspiration pour les architectes qui veulent rappeler la gloire passée de l'Empire romain et qui s'en servent comme symbole de la puissance de l'État. Mais il faut attendre la Renaissance pour voir de nouveau la construction de véritables arcs monumentaux par des monarques qui cherchent à s'approprier l'héritage de la Rome antique, avec par exemple l'arc de triomphe d'Alphonse d'Aragon construit entre 1453 et 1458 ou la Porta Capuana de Naples édifiée en 1484.
La plupart des arcs construits à cette époque sont des édifices temporaires faits en bois et en plâtre utilisés pour les entrées royales et triomphales, par les papes nouvellement élus lors de sa procession dans les rues de Rome ou lors de la célébration de mariages dynastiques.
Des arcs de triomphe, plus couramment dénommés portes triomphales sont édifiés à l'entrée monumentale d'un site particulier, par exemple un enclos paroissial en Bretagne. Le nom est aussi donné à l'entrée monumentale d'une enceinte de palais ou d'autres lieux sacrés. La structure de l'arc de triomphe peut être utilisée pour d'autres types de monuments, comme la Fontaine de Santa María à Baeza en Andalousie, construite en 1564.
La tradition de construire des arcs de triomphe pour célébrer des événements militaires reprend en France dès 1782-1784 à Nancy avec la construction de la porte Désilles (appelée tout d'abord Porte Saint-Louis ou Porte Stainville avant 1867) par l'architecte Didier-Joseph Mélin.
Au début du XIXe siècle, de nouveaux édifices apparaissent avec la construction par Napoléon Ier puis sous la Seconde Restauration de l'arc de triomphe de l'Étoile et de l'arc de triomphe du Carrousel à Paris, avec des évolutions architecturales comme la disparition des colonnes décoratives.
Cette tradition se poursuit à l'époque contemporaine dans des dimensions toujours plus imposantes comme le monument à la Révolution élevé à Mexico en 1938, plus haute arche triomphale du monde avec ses 67 mètres de haut, ou plus récemment la construction du plus grand arc triomphal du monde par le dictateur de la Corée du Nord Kim Il-sung à Pyongyang en 1982.

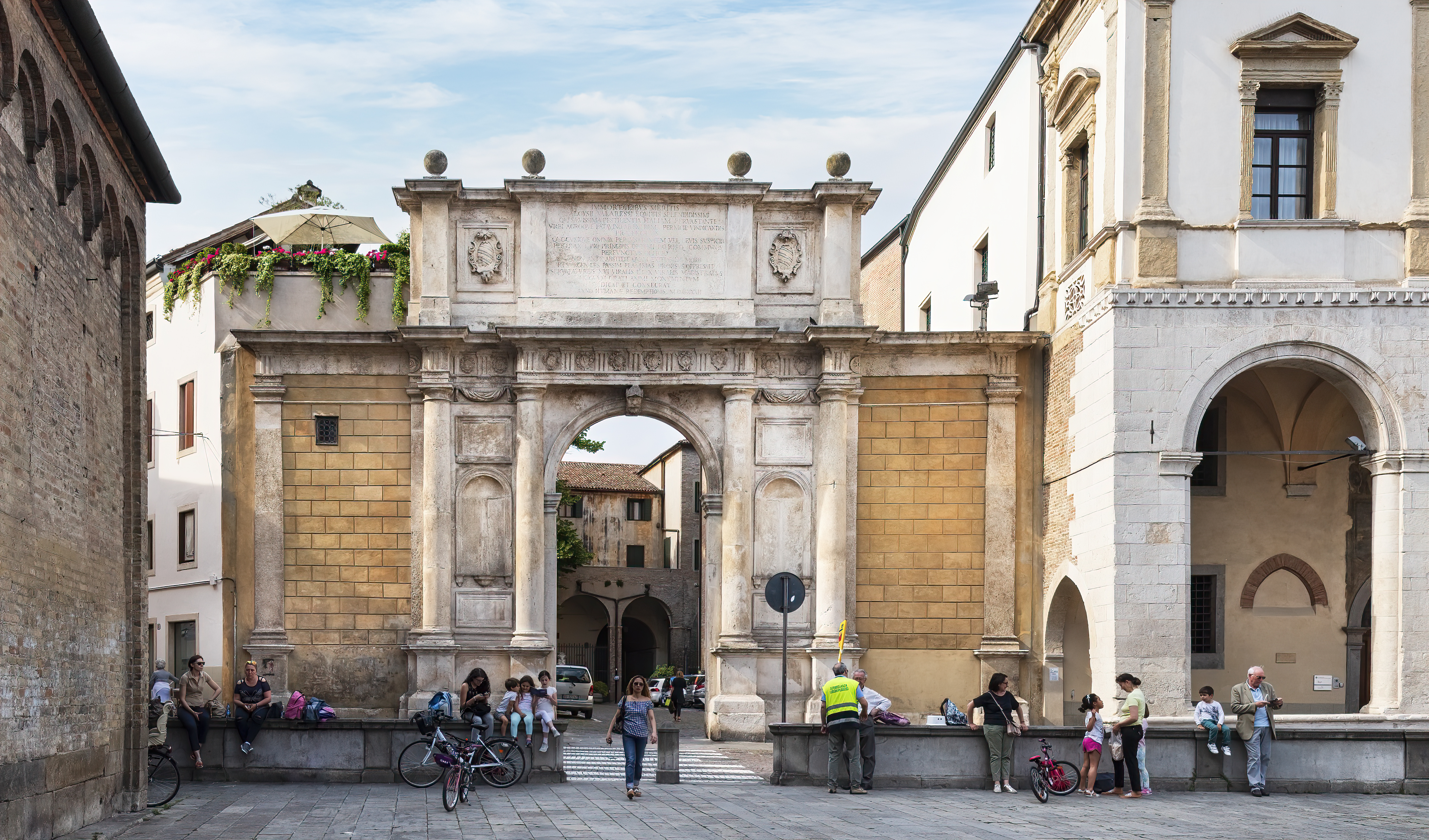
Arco Valaresso à Padoue, 1632.
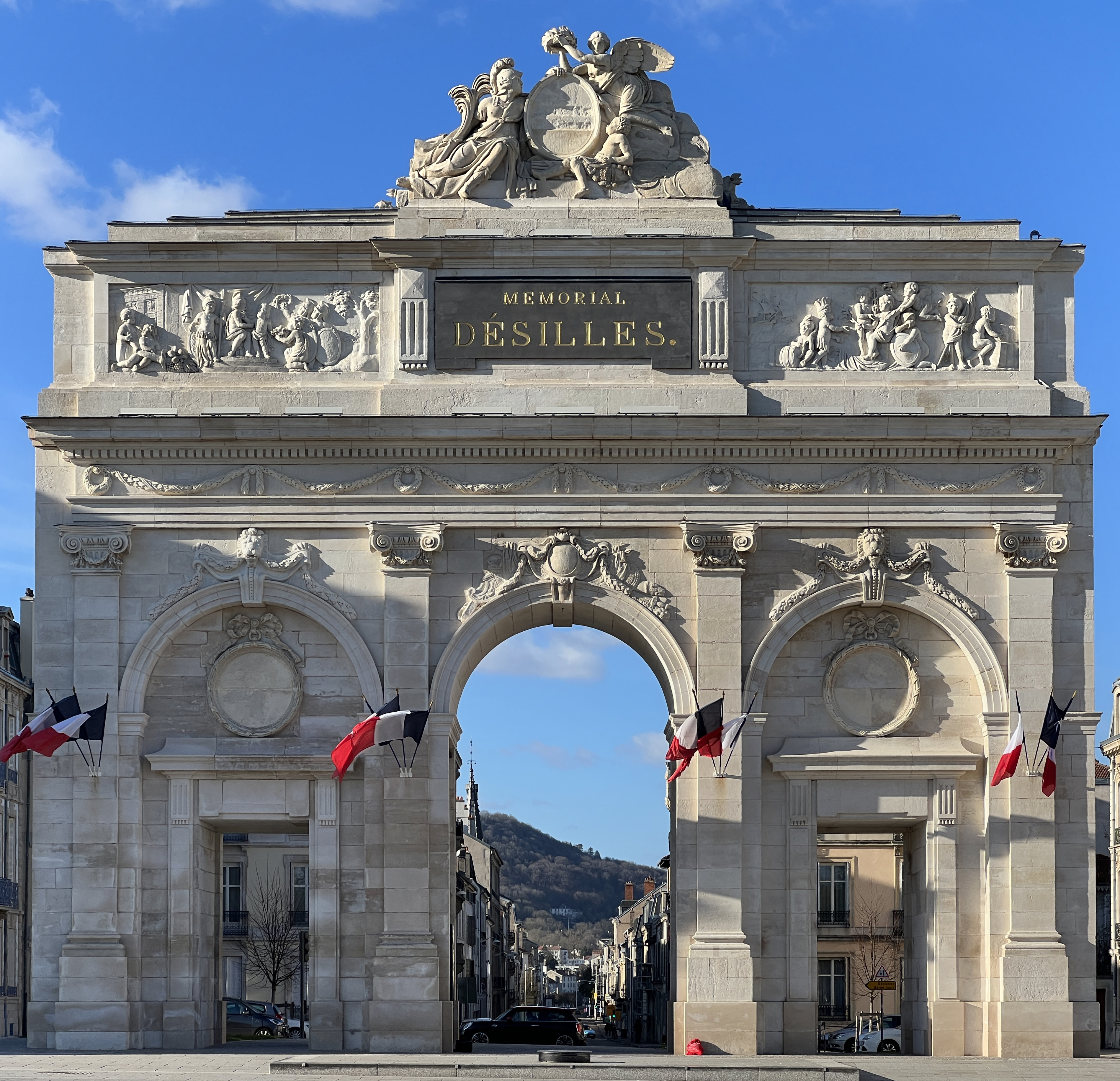
Porte Désilles à Nancy, 1782-1784.
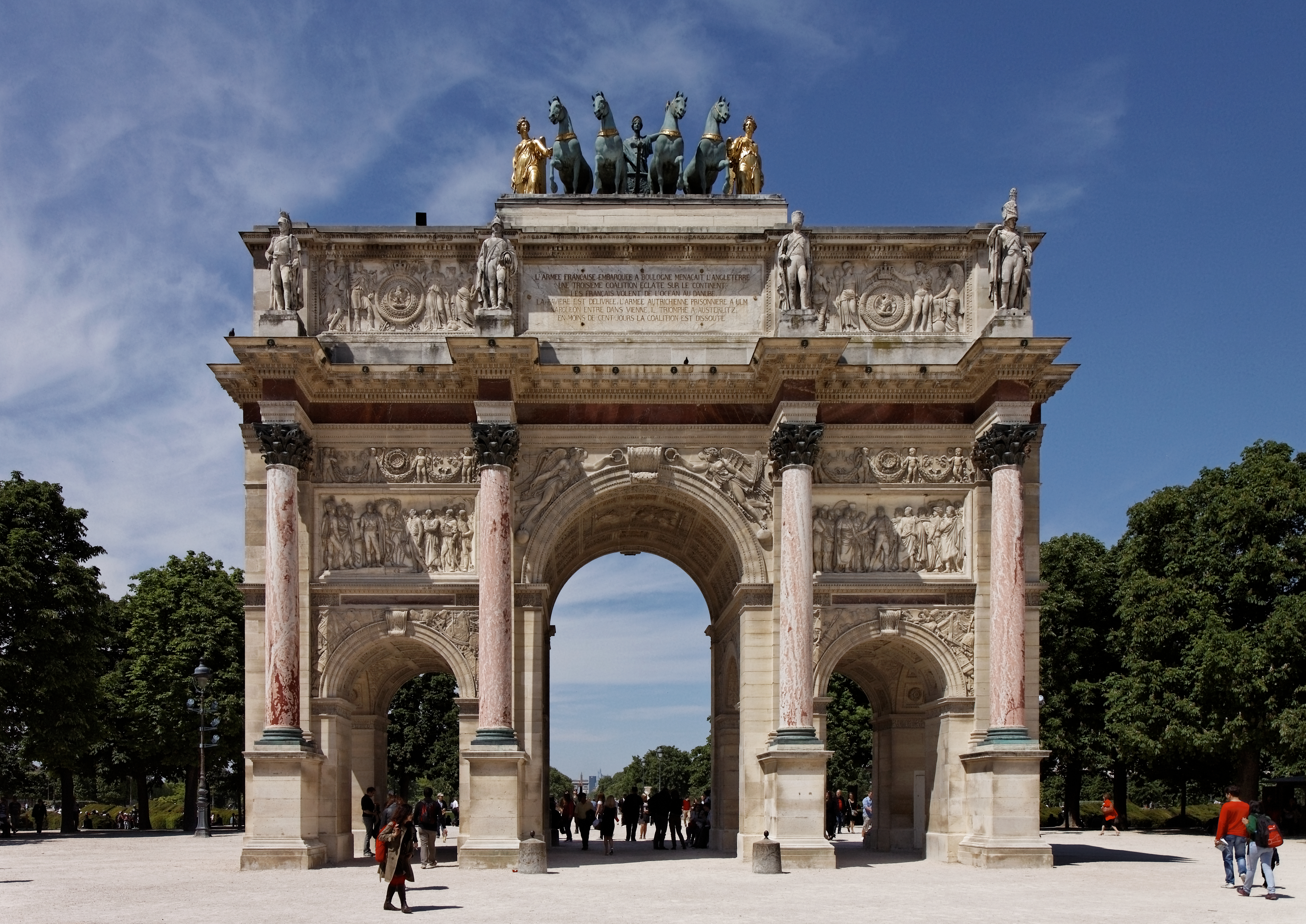
Arc de triomphe du Carrousel face au palais du Louvre à Paris, 1808-1809.
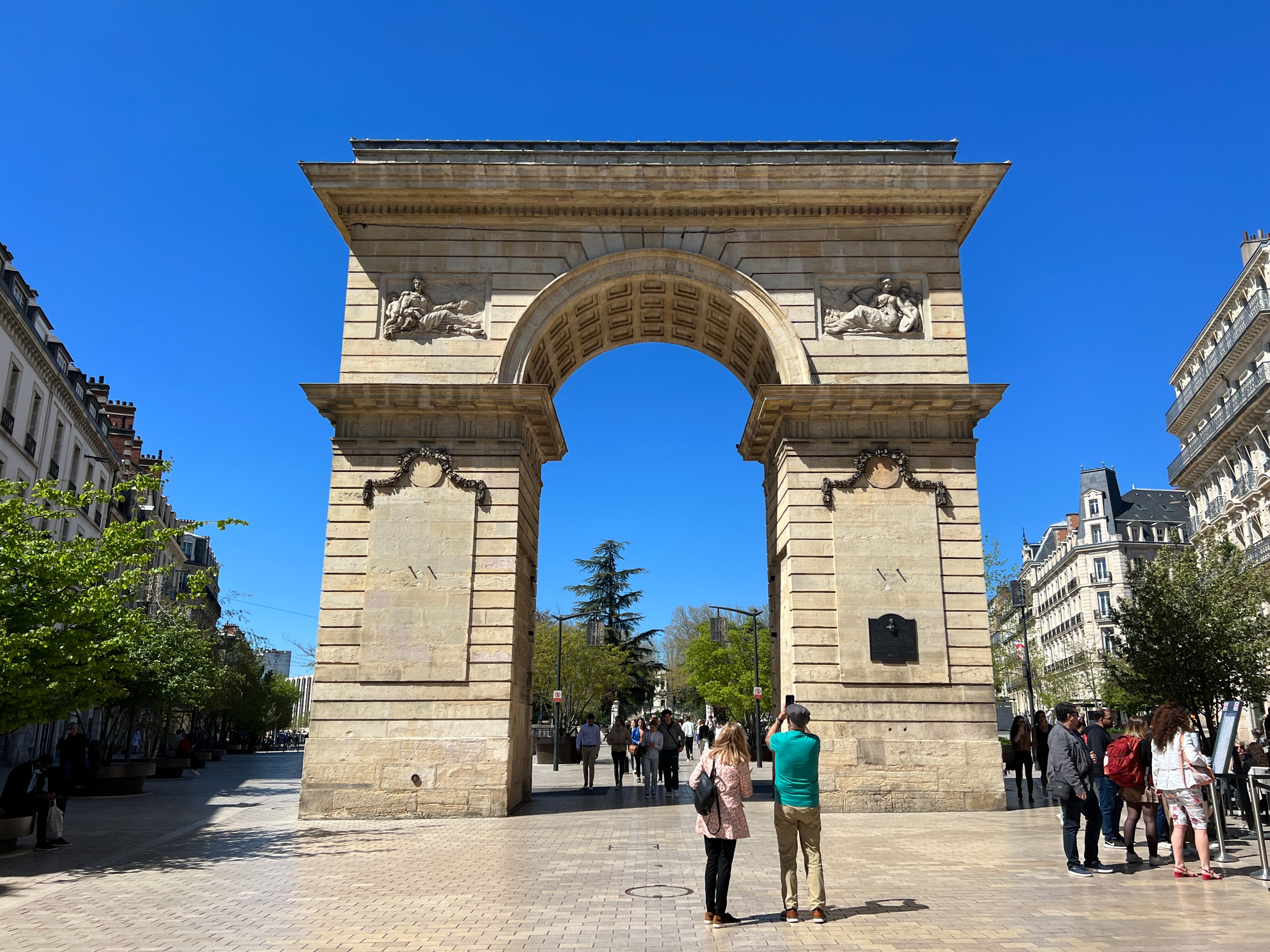
Porte Guillaume, Dijon
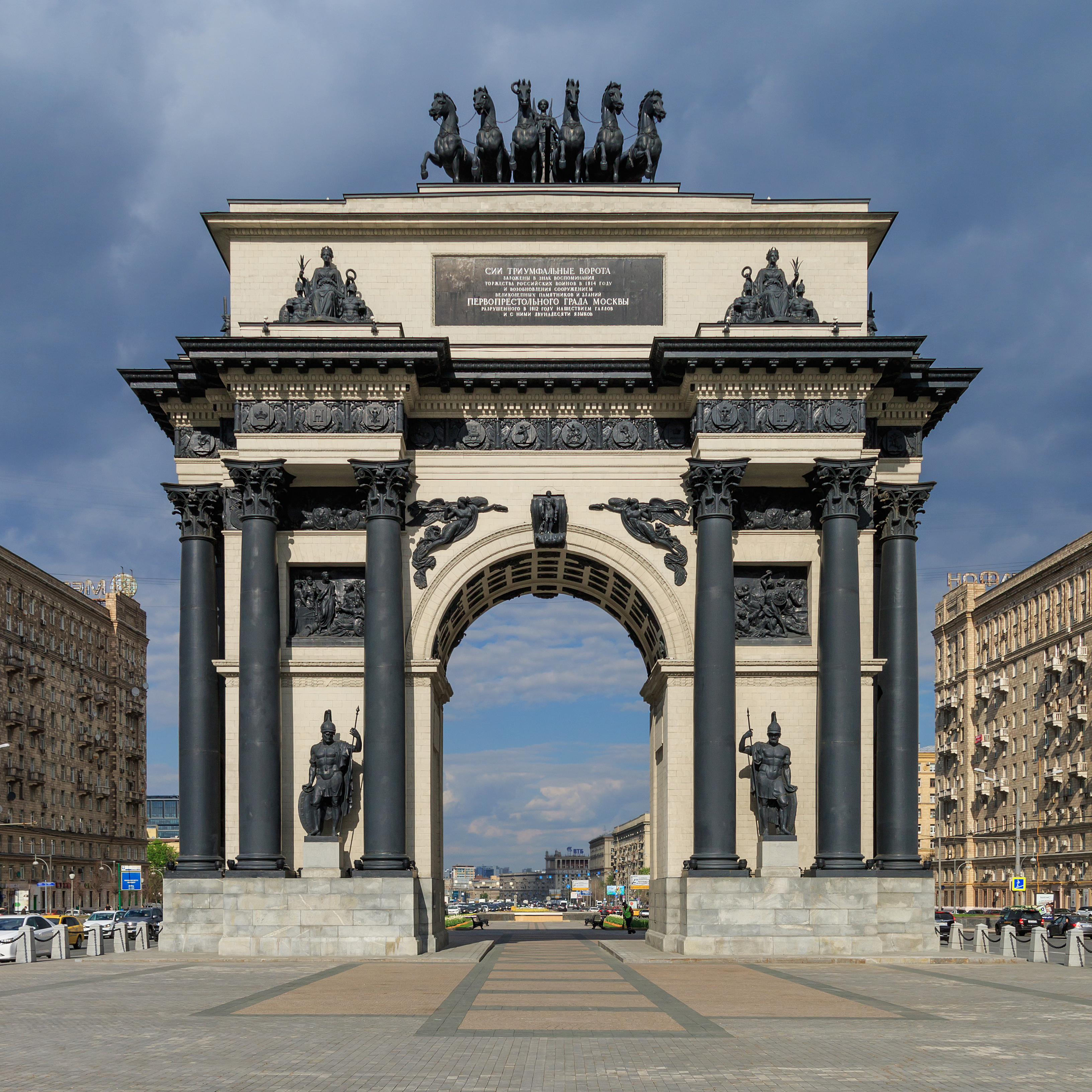
Arc de triomphe de Moscou, 1829-1834.
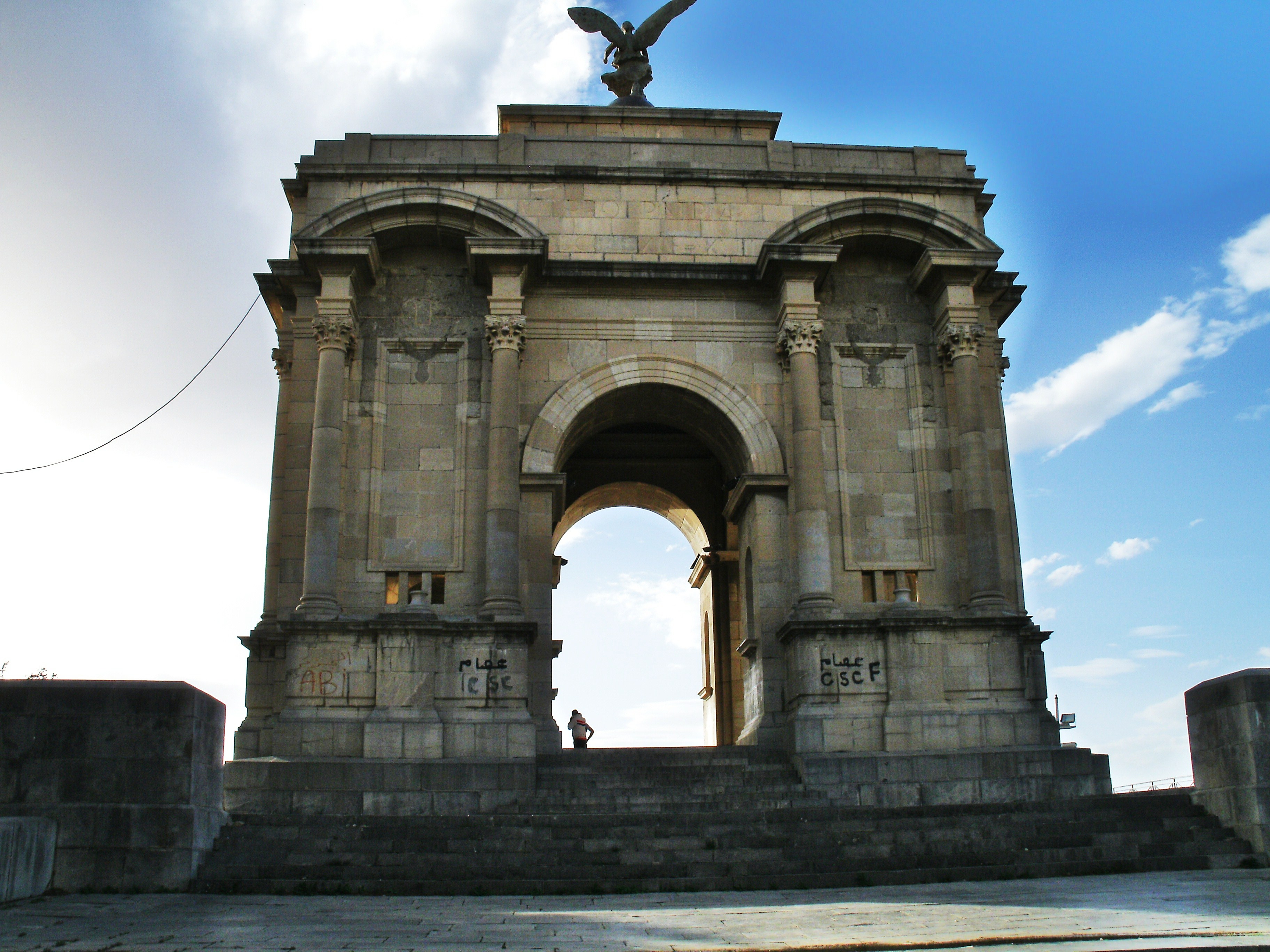
Monument aux morts de Constantine, 1918-1930.
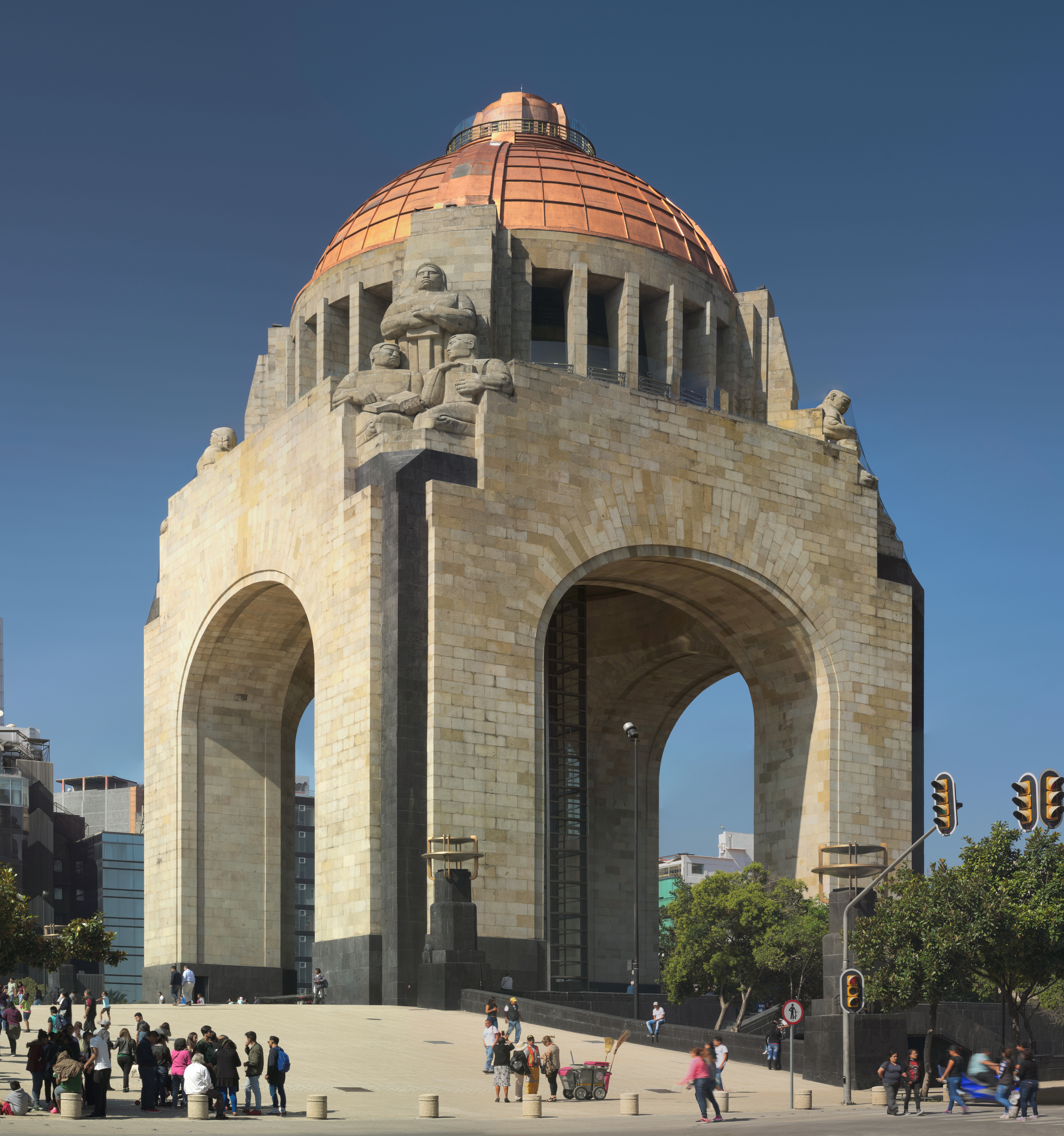
Monument à la Révolution à Mexico, 1938.
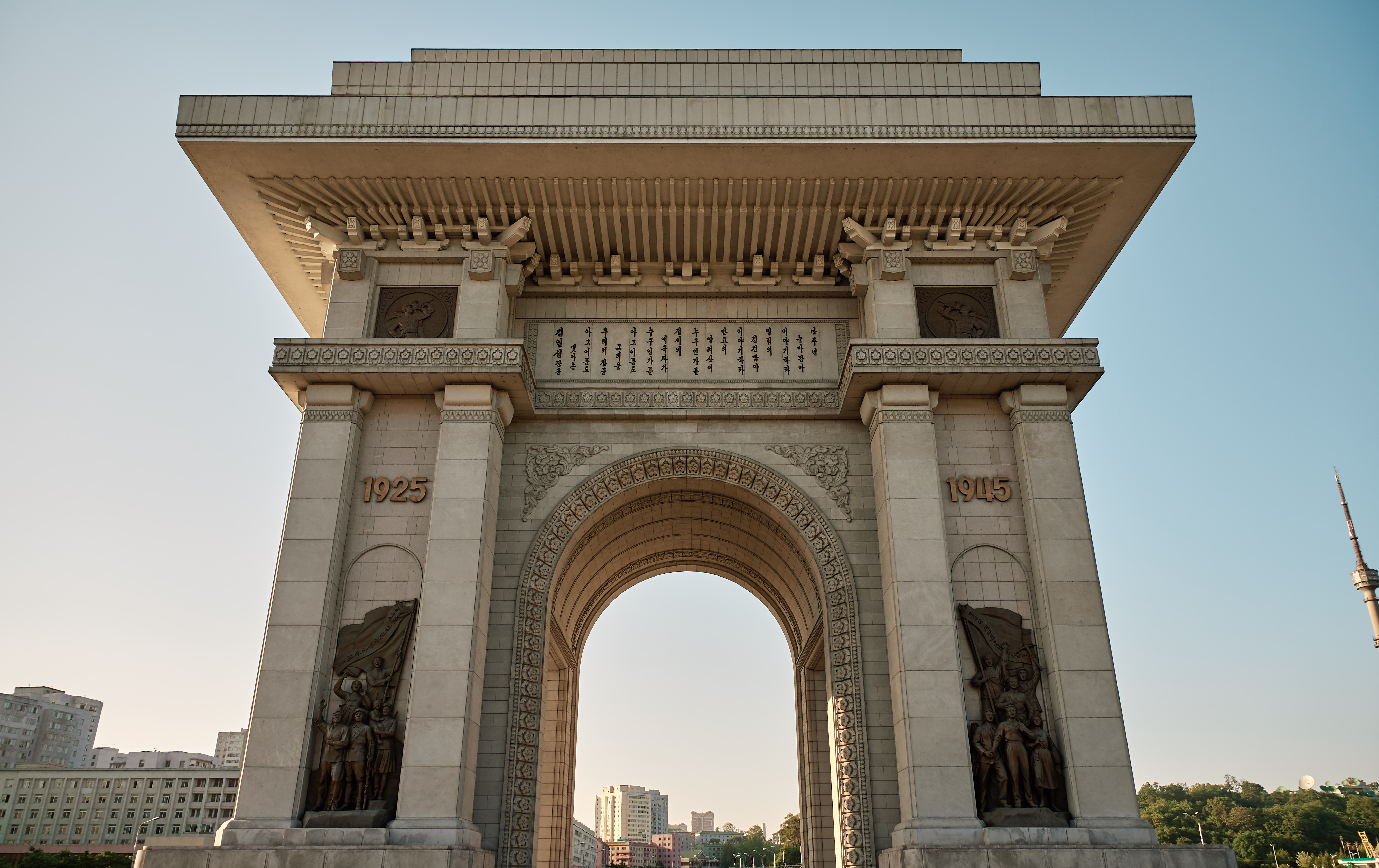
Arc de triomphe de Kim Il-sung, 1982.
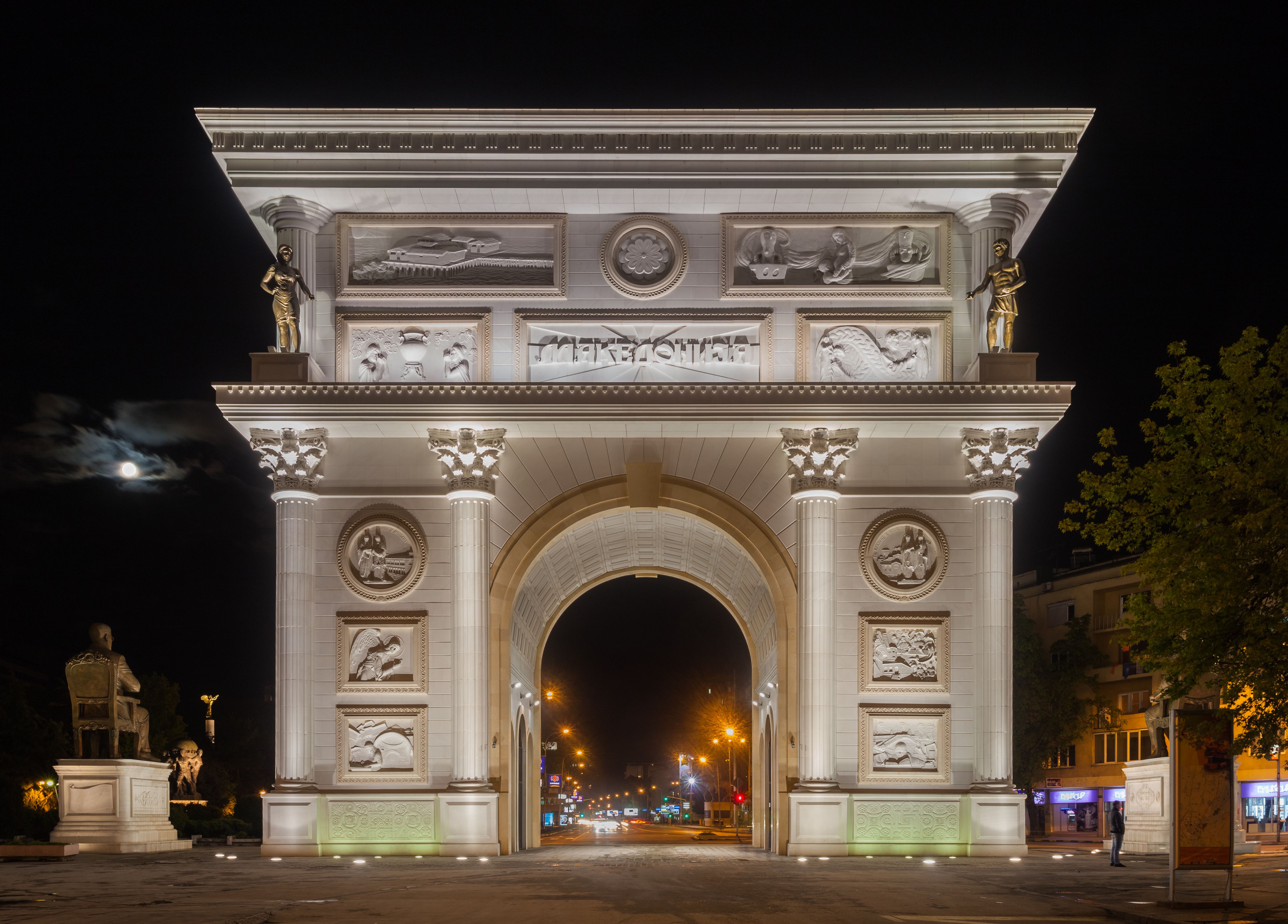
Porte de Macédoine à Skopje, 2011.
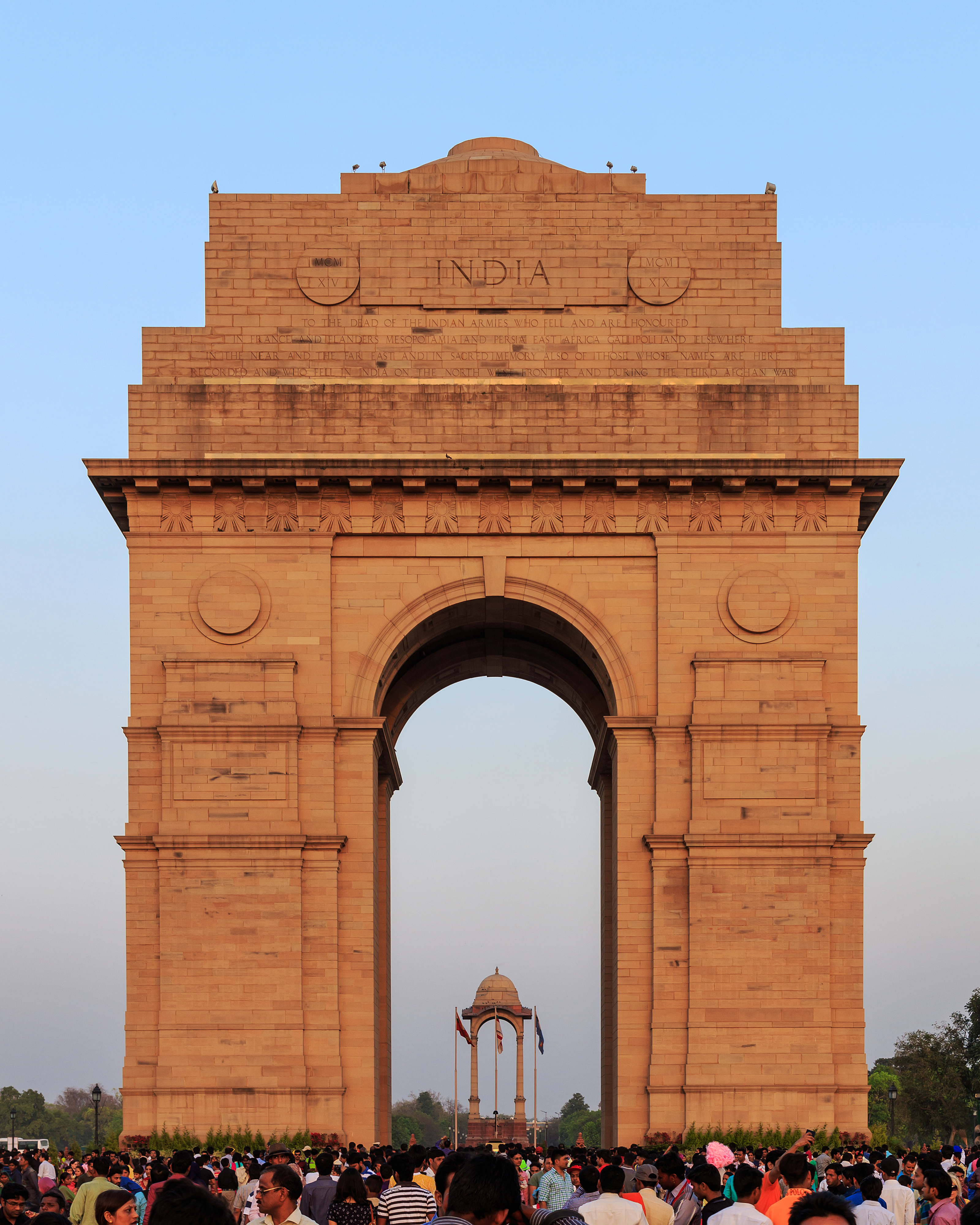
Porte de l'Inde, New Delhi, Inde.